# 赵洪文国
赵洪文国（1881年—1950年7月16日），辽宁省岫岩县哨子河乡红旗沟人（时为奉天省岫岩县杨拉寨洪家堡子），满洲镶黄旗人，爱新觉罗氏。本名洪文国，后冠夫姓，抗日英雄趙侗之母，人稱「趙老太」。曾参加抗日戰爭，民間稱之為「雙槍老太婆」。
第二次國共內戰末期1949年4月赵洪文国為国军組織游擊隊，建立大陆游击区，抵抗进川的解放军，1950年2月赵洪文国被捕后拒不投降后被處決，行年70歲。

## 生平

### 早期
赵洪文国出身爱新觉罗氏家族旁支。据报道引述，1898年赵洪文国嫁给赵玉堂，当时他们的家境贫穷。经过多年的辛苦经营，他们从无房无地的赤贫农民，变成了三道虎岭的富裕家庭。由于经常接济周围的贫苦农民，他们在家乡有一定的民众支持。赵洪文国14岁时经历甲午战争，24岁经历日俄战争，50岁经历沈阳事变。生有五子三女。

### 九一八事变后
赵洪文国三子赵侗，在“九一八”事变前曾考入东北大学预科物理系，并加入中国青年党。1932年春“九一八”事变发生后，赵侗与苗可秀等人到北平组织“东北学生军”；1932年春返回东北，将自己的部队加入到邓铁梅的义勇军学生队，1934年2月他们的部队改组成立“中国少年铁血军”，苗可秀担任司令，赵侗担任参谋长；1935年7月苗可秀牺牲后，赵侗继任铁血军司令。
赵洪文国变卖家产作为抗日经费，还动员全家参与义勇军。他们相约不许爱财，不许祸害妇女，家庭被抄不许埋怨，家人被捉不许乱‘咬’（出卖）。她试图恢复战乱解散的赵家堡子小学，使用国语教材抵制日本文化侵略。
1934年2月，日军获得情报赵家是少年铁血军的中枢，于是将赵家16间房屋烧毁，赵的家产毁于一旦。但赵洪文国3月到大孤山等地购买印刷机，在赵家堡子小学组织学生印刷抗日宣传品，与儿媳王全一等人潜入凤城、岫岩、庄河、孤山等的县城，以少年铁血军名义张贴散发宣传单。
1934年8月，日军再次突袭赵家堡子，将包括赵老太太一家六口在内的赵氏家族和乡亲300多人抓捕，两个月后，由于赵洪文国不愿投降，当地日军报请关东军司令部打算秘密执行死刑，赵洪文国想办法假释出狱，并救出乡亲等人。赵洪文国一家逃到北平，联系东北救国会支援少年铁血军。

### 中原时期
至1935年12月，铁血军由辽宁南部发展到辽东、热河各地，队伍发展到11个方面军11000人左右。他们成立“辽南临时政府”，公选赵侗兼任政府总裁。有资料称，辽南少年铁血军各路连年大小战役300余次，杀敌数4000左右，俘虏日伪军警2000多人。1936年5月，赵洪文国曾打算将一批军火通过海路运送至少年铁血军处，但因日军封锁而失败。1937年春铁血军陷入困境，赵侗入关到北平母亲处寻找支援。
时逢七七事变北平沦陷，赵侗没有再回东北，选择在北平郊区起事。他们的活动得到杜月笙、史笙赓、沈鸿烈、马占山及张学良等人的支持。1937年7月20日，主要指挥者24人在北平临时寓所焚香发誓后分两路深夜出城，在城郊西南白羊城起义，组织建立“华北国民抗日军”。在这段时期，赵洪文国在部队中协助运输军火，她乔装成一般老百姓，运送了大量的军火装备，亦有协助游击队员出城。1937年9月，赵洪文国到武汉宣传抗战争取支援，途中在河南太行山地区，两个女儿牵头筹建抗日光复军。他们据称组建过万人的部队，试图与河北国民抗日军和东北少年铁血军连成一线。但因为成员来源复杂，后来领导层发生严重分歧而失败。
赵洪文国离开后，华北国民抗日军攻破北平第二模范监狱，救出包括共产党人在内的1000多犯人，并曾击落日军飞机一架。“华北国民抗日军”发展至基本部队9个支队，外围6个支队的游击队伍，驻防在平郊、灵源、怀涞和热河等地，人数约为25000人左右。中国共产党得知这支部队的名声，就开始派员进入部队，逐渐将其同化为中共队伍。最终八路集团军总司令朱德和副总司令彭德怀亲自写信邀请，将他们的部队收编为第八路集团军晋察冀军区第五支队，赵侗任司令。
1938年，赵洪文国离开河南乘坐难民列车来到汉口，宣传抗日。“保卫大武汉”非常时期，赵洪文国发表《对于目前局势的几点意见》，奔走呼号全民抗战，身体力行收复国土。
国际著名记者斯诺、爱泼斯坦以及反战同盟成员绿川英子等采访她，合影留念并多次发表文章，向国际宣传赵老太太，专门介绍其抗战事迹。在1991年出版的爱泼斯坦著作《人民之战》中披露了赵洪文国为游击队购买运输军火和赵侗在河北组建抗日游击队的历史。據新聞記者宋斐如回憶說，在漢口時曾於馮玉祥家裡兩次見過趙老太太及她女兒。赵洪文国其實是講她女兒還能打雙槍，實地參加過戰鬥。

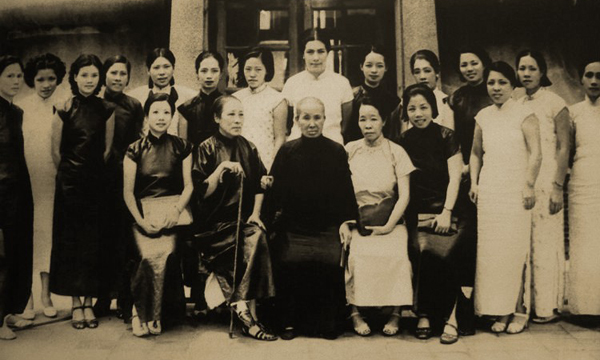
1938年，游擊隊之母趙老太太赴港募捐抗日，前排左二為何香凝，前排右一為鄧穎超。

1938年9月间，赵洪文国被邀请到广州、香港、南洋各地宣传抗日及募捐，受到陈嘉庚等南亚华侨的热烈欢迎，为抗日募集到经费物资。在香港她参与宋庆龄、何香凝的妇女界名流的火炬游行。1938年9月下旬，赵侗带着十几个部属离开自己的部队，经北平、天津，乘船到香港与母亲会面。1939年1月，蒋中正邀请二人到重庆，一时间重庆市万人空巷。吴祖光创作以赵侗和战友苗可秀举义抗日为题材的处女作《凤凰城》，赵氏一家抵抗日军的纪录片也开始拍摄。在这段时间，她得到宋庆龄、何香凝、宋霭龄、朱光珍、史良、冯玉祥、陶行知和谢冰心等人的赞誉。
1939年3月，赵洪文国谢绝了国民政府赠送的汽车洋房，也谢绝一些社会名流奉劝赵侗和战友们留在后方休养生息或出国深造的意见。
赵氏母子二人与东北抗战的老战友组织晋察冀游击纵队。赵侗被国民政府任命为总司令，少将军衔，率领队伍200人分两批由重庆赴黄河再度北上，计划与河北和辽南的抗日军旧部会合，巩固扩大抗日根据地。1939年9月，何应钦、张治中以及宋美龄联合聘请赵洪文国为全国义务兵役宣传指导员。到川北的南充、达县等十几个县宣传抗日，开始了历时两年，奔波百余市县的抗日救国宣传活动。
1939年12月下旬至1940年1月间，赵侗率部北进抗日途中，于河北新富、灵寿两县交界处的陈庄突遭八路军偷袭身亡，时年28岁。同时战死的还有赵老太太的三女儿赵理智。对于儿子遭偷袭遇害一事，赵洪文国對《益世报》记者表達悲憤之情，也成为她日后坚决反共拒不投降的原因。
事后，国府追授赵侗中将军衔。赵洪文国继续她的抗日宣传，并为烈属的待遇奔走。1943年3月，赵老太太与东北同乡国民党中将王达，在湖北武汉一带组织游击队，并将自己的子女送往敌后战场。

### 国共内战
1945年8月14日抗战胜利的前一天，赵洪文国的丈夫病故。
战后赵洪文国主动辞去国府军政两部和妇女指导委员会等职务，回到东北在丹东和沈阳筹办加工厂，试图解决抗日军烈属生活出路。但之后的第二次国共内战让她无法如愿。
1949年4月，赵洪文国受蒋中正委托由北平到四川组织国军游击队，抵抗解放军。四子赵连仲（1927-1950）任总司令，以“总统府留守”自任。他们策划“反徵粮”暴动，提出“赶走共产党，三年不纳粮”等口号，建立游击区。其活动包括抵抗进川的解放军，阻止国军十六兵团叛变，杀死解放军代表，围攻川西的温江、崇庆、郫县、金堂、新都及川东的秀山等多座县城。
1950年2月赵洪文国被中华人民共和国政府逮捕。但她拒不投降，认为共产党“挑灯拨火，诱惑忠良”。兒子赵连仲則於6月20日連同黄光辉、李泽儒和陈公爵在成都磨盘山刑场被枪決。尽管周恩来曾为赵洪文国说情免其死罪，7月16日她依然被处决。赵连仲的妻子邓外桃和孩子则被予以释放。其后，他们前往香港不知所往。

## 家庭
父亲是个贫农，赵洪文国一共有弟兄五人姊妹两人。
- 丈夫赵玉堂，1945年8月14日客死异乡。赵洪文国生有八个女儿四个儿子[4]。
  - 次子赵连俊，又名赵连仲，妻子邓外桃[4]。
  - 三子赵侗，一作赵同，中华民国时期抗日将领，国民政府少将。1939年12月[10]，在河北省灵寿县受到八路軍襲擊身亡。
  - 女儿赵理智，与赵侗一同被害。

儿媳王全一、孙辈赵伟。

## 注脚
1. ↑  但在后来的报道中，她自己承认自己其实不会用手枪，而且她有缠足无法参与战斗。[4]